# Wydundra
Wydundra là một chi nhện trong họ Gnaphosidae.